# Diócesis de Pasto
La diócesis de Pasto (en latín: Dioecesis Pastopolitana) es una circunscripción eclesiástica de la Iglesia católica en Colombia. Se trata de una diócesis latina, sufragánea de la arquidiócesis de Popayán. Desde el 1 de octubre de 2020 su obispo es Juan Carlos Cárdenas Toro.

## Territorio y organización
La diócesis tiene 7190 km² y extiende su jurisdicción sobre los fieles católicos de rito latino residentes en 27 municipios del departamento de Nariño: Pasto, Arboleda, Belén, Buesaco, Cartago, Chachagüí, Colón, Consacá, El Rosario, El Peñol, El Tablón, El Tambo, Funes, La Cruz, La Florida, La Unión, Leiva, Nariño, Policarpa, San Bernardo, Sandoná, San José de Albán, San Lorenzo, San Pablo, Taminango, Tangua, y Yacuanquer. También forma parte de la diócesis la porción oriental de los municipios de El Charco y Santa Bárbara, para el primero cuya cabecera municipal forma parte la diócesis de Tumaco, y para el segundo, su cabecera hace parte del vicariato apostólico de Guapí. 
La diócesis limita por el nordeste con la arquidiócesis de Popayán; por el este y el sudeste, con la diócesis de Mocoa-Sibundoy; por el sur y el oeste, con la diócesis de Ipiales y por el noroeste, con la diócesis de Tumaco y el vicariato apostólico de Guapí.
La sede de la diócesis se encuentra en la ciudad de Pasto, en donde se halla la Catedral del Sagrado Corazón de Jesús.
En 2021 en la diócesis existían 78 parroquias (29 son urbanas, ubicadas en la ciudad de Pasto) agrupadas en 10 vicarías: San Ezequiel Moreno, San Juan Bautista, San Pablo Apóstol, San Pío X, Juan XXIII, Juan Pablo II, Juan Pablo I, La Merced, León XIII y Pablo VI.
En el año 2024, la Diócesis se organiza para un mejor gobierno pastoral en 4 vicarías episcopales (La Merced, Norte, Sur Occidente y Centro) y 17 arciprestazgos con sus 84 parroquias y 7 centros de evangelización.
| Vicarías foráneas                               | Parroquias                            | Ubicación                                    |
| 1 Vicaría San Ezequiel Moreno (Pasto)           | 1 Santa Mónica                        | B. Santa Mónica - Pasto                      |
| 1 Vicaría San Ezequiel Moreno (Pasto)           | 2 Nuestra Señora del Carmen           | B. El Tejar - Pasto                          |
| 1 Vicaría San Ezequiel Moreno (Pasto)           | 3 Nuestra Señora del Pilar            | B. El Pilar - Pasto                          |
| 1 Vicaría San Ezequiel Moreno (Pasto)           | 4 Espíritu Santo                      | B. Chambú - Pasto                            |
| 1 Vicaría San Ezequiel Moreno (Pasto)           | 5 San Ezequiel                        | B. Miraflores - Pasto                        |
| 1 Vicaría San Ezequiel Moreno (Pasto)           | 6 Nuestra Señora del Rosario          | B. El Rosario - Pasto                        |
| 1 Vicaría San Ezequiel Moreno (Pasto)           | 7 Madre del Redentor                  | B. Canchala - Pasto                          |
| 1 Vicaría San Ezequiel Moreno (Pasto)           | 8 Nuestra Señora de Fátima            | B. Fátima - Pasto                            |
| 1 Vicaría San Ezequiel Moreno (Pasto)           | 9 Zona Pastoral Señor del Gran Poder  | B. La Estrella - Pasto                       |
| 1 Vicaría San Ezequiel Moreno (Pasto)           | 10 Zona Pastoral Santa Marta          | B. La Minga - Pasto                          |
|                                                 |                                       |                                              |
| 2 Vicaría San Juan Bautista (Pasto - Chachagüí) | 1 San Felipe Neri                     | B. San Felipe - Pasto                        |
| 2 Vicaría San Juan Bautista (Pasto - Chachagüí) | 2 Sagrada Familia                     | B. Palermo - Pasto                           |
| 2 Vicaría San Juan Bautista (Pasto - Chachagüí) | 3 Cristo Maestro                      | B. Pandiaco - Pasto                          |
| 2 Vicaría San Juan Bautista (Pasto - Chachagüí) | 4 San Andrés                          | B. San Andrés - Pasto                        |
| 2 Vicaría San Juan Bautista (Pasto - Chachagüí) | 5 Divina Misericordia                 | B. Quintas de San Pedro - Pasto              |
| 2 Vicaría San Juan Bautista (Pasto - Chachagüí) | 6 San Juan Bautista                   | Plaza de Nariño - Pasto                      |
| 2 Vicaría San Juan Bautista (Pasto - Chachagüí) | 7 Nuestra Señora de Fátima            | Chachagüí                                    |
|                                                 |                                       |                                              |
| 3 Vicaría San Pablo Apóstol (Pasto)             | 1 San Sebastián                       | B. La Panadería - Pasto                      |
| 3 Vicaría San Pablo Apóstol (Pasto)             | 2 María Auxiliadora                   | B. Avenida Aranda - Pasto                    |
| 3 Vicaría San Pablo Apóstol (Pasto)             | 3 Cristo Redentor                     | Corregimiento Buesaquillo - Pasto            |
| 3 Vicaría San Pablo Apóstol (Pasto)             | 4 San Francisco Javier                | B. La Floresta - Pasto                       |
| 3 Vicaría San Pablo Apóstol (Pasto)             | 5 La Resurrección del Señor           | B. La Carolina - Pasto                       |
| 3 Vicaría San Pablo Apóstol (Pasto)             | 6 Nuestra Señora de las Lajas         | B. San Ezequiel - Pasto                      |
| 3 Vicaría San Pablo Apóstol (Pasto)             | 7 Sagrado Corazón de Jesús            | B. Corazón de Jesús - Pasto                  |
| 3 Vicaría San Pablo Apóstol (Pasto)             | 8 San Pedro Apóstol                   | Corregimiento La Laguna - Pasto              |
| 3 Vicaría San Pablo Apóstol (Pasto)             | 9 Madre del Buen Pastor               | Corregimiento El Encano - Pasto              |
| 3 Vicaría San Pablo Apóstol (Pasto)             | 10 Cuasiparroquia San Fernando        | Corregimiento San Fernando - Pasto           |
|                                                 |                                       |                                              |
| 4 Vicaría San Pío X (Pasto)                     | 1 Nuestra Señora Reina de la Paz      | B. Granada - Pasto                           |
| 4 Vicaría San Pío X (Pasto)                     | 2 Santiago Apóstol                    | Plazoleta de Santiago - Pasto                |
| 4 Vicaría San Pío X (Pasto)                     | 3 Dios Padre Misericordioso           | B. Panorámico - Pasto                        |
| 4 Vicaría San Pío X (Pasto)                     | 4 San José Obrero                     | B. Obrero - Pasto                            |
| 4 Vicaría San Pío X (Pasto)                     | 5 Niño Jesús de Praga                 | B. Tamasagra - Pasto                         |
| 4 Vicaría San Pío X (Pasto)                     | 6 Inmaculada Concepción               | B. Sumatambo - Pasto                         |
| 4 Vicaría San Pío X (Pasto)                     | 7 San Juan Bosco                      | Calle 18 con Carrera 16 - Pasto              |
| 4 Vicaría San Pío X (Pasto)                     | 8 Sagrado Corazón de Jesús            | Corregimiento Obonuco - Pasto                |
| 4 Vicaría San Pío X (Pasto)                     | 9 San Agustín                         | Carrera 24 con Calle 17 - Pasto              |
| 4 Vicaría San Pío X (Pasto)                     | 10 Cuasiparroquia San Juan            | B. Caicedo - Pasto                           |
|                                                 |                                       |                                              |
| 5 Vicaría San Juan XXIII                        | 1 Nuestra Señora de la Natividad      | El Tambo                                     |
| 5 Vicaría San Juan XXIII                        | 2 Nuestra Señora del Rosario          | El Peñol                                     |
| 5 Vicaría San Juan XXIII                        | 3 San Bartolomé                       | La Florida                                   |
| 5 Vicaría San Juan XXIII                        | 4 San José                            | Corregimiento Matituy - La Florida           |
| 5 Vicaría San Juan XXIII                        | 5 Nuestra Señora del Rosario          | Sandoná                                      |
| 5 Vicaría San Juan XXIII                        | 6 Sagrado Corazón de Jesús            | Corregimiento El Ingenio - Sandoná           |
| 5 Vicaría San Juan XXIII                        | 7 San Francisco de Asís               | Nariño                                       |
| 5 Vicaría San Juan XXIII                        | 8 San Pedro Apóstol                   | Corregimiento Genoy - Pasto                  |
|                                                 |                                       |                                              |
| 6 Vicaría San Juan Pablo II                     | 1 Nuestra Señora de Guadalupe         | Corregimiento Catambuco - Pasto              |
| 6 Vicaría San Juan Pablo II                     | 2 Santa Bárbara                       | Corregimiento Santa Bárbara - Pasto          |
| 6 Vicaría San Juan Pablo II                     | 3 Santa María Magdalena               | Yacuanquer                                   |
| 6 Vicaría San Juan Pablo II                     | 4 San Rafael Arcángel                 | Tangua                                       |
| 6 Vicaría San Juan Pablo II                     | 5 Inmaculada Concepción               | Funes                                        |
| 6 Vicaría San Juan Pablo II                     | 6 Nuestra Señora del Tránsito         | Consacá                                      |
|                                                 |                                       |                                              |
| 7 Vicaría Beato Juan Pablo I                    | 1 Nuestra Señora del Carmen           | La Cruz                                      |
| 7 Vicaría Beato Juan Pablo I                    | 2 Nuestra Señora de Belén             | Belén                                        |
| 7 Vicaría Beato Juan Pablo I                    | 3 San Antonio de Padua                | Corregimiento Briceño - San Pablo            |
| 7 Vicaría Beato Juan Pablo I                    | 4 Nuestra Señora de las Mercedes      | Génova - Colón                               |
| 7 Vicaría Beato Juan Pablo I                    | 5 San Juan Bautista                   | Corregimiento Villanueva - Colón             |
| 7 Vicaría Beato Juan Pablo I                    | 6 San Pablo Apóstol                   | San Pablo                                    |
|                                                 |                                       |                                              |
| 8 Vicaría La Merced                             | 1 San Juan Bautista                   | Taminango                                    |
| 8 Vicaría La Merced                             | 2 Divino Salvador                     | Corregimiento El Remolino - Taminango        |
| 8 Vicaría La Merced                             | 3 Inmaculada Concepción               | Policarpa                                    |
| 8 Vicaría La Merced                             | 4 Nuestra Señora del Perpetuo Socorro | Corregimiento Madrigal - Policarpa           |
| 8 Vicaría La Merced                             | 5 Sagrado Corazón de Jesús            | Leiva                                        |
| 8 Vicaría La Merced                             | 6 Nuestra Señora del Rosario          | El Rosario                                   |
|                                                 |                                       |                                              |
| 9 Vicaría León XIII                             | 1 Nuestra Señora del Rosario          | La Unión                                     |
| 9 Vicaría León XIII                             | 2 Santísima Trinidad                  | La Unión                                     |
| 9 Vicaría León XIII                             | 3 San Lorenzo Mártir                  | San Lorenzo                                  |
| 9 Vicaría León XIII                             | 4 Nuestra Señora del Carmen           | Corregimiento El Carmen - San Lorenzo        |
| 9 Vicaría León XIII                             | 5 San Miguel Arcángel                 | Berruecos - Arboleda                         |
| 9 Vicaría León XIII                             | 6 San Pedro Apóstol                   | San Pedro de Cartago                         |
|                                                 |                                       |                                              |
| 10 Vicaría Pablo VI                             | 1 Santa Rosa de Lima                  | Corregimiento El Rosal del Monte - Buesaco   |
| 10 Vicaría Pablo VI                             | 2 Inmaculada Concepción               | Buesaco                                      |
| 10 Vicaría Pablo VI                             | 3 Nuestra Señora de las Mercedes      | El Tablón de Gómez                           |
| 10 Vicaría Pablo VI                             | 4 San José                            | Corregimiento Las Mesas - El Tablón de Gómez |
| 10 Vicaría Pablo VI                             | 5 San José                            | San José de Albán                            |
| 10 Vicaría Pablo VI                             | 6 San Bernardo                        | San Bernardo                                 |
| 10 Vicaría Pablo VI                             | 7 Cuasiparroquia Beato Juan Pablo II  | Corregimiento Rosa Florida - Arboleda        |
| 10 Vicaría Pablo VI                             | 8 Santa María                         | Corregimiento Santa María - Buesaco          |

### Seminario Mayor
Es el seminario de la diócesis, se enfoca en la formación de sacerdotes para el clero secular. Fue fundado por José Elías Puyana, primer obispo de la sede episcopal de Pasto como Seminario de Nuestra Señora de la Concepción. El rector actual del seminario es el padre Hover Jesús López Unigarro, sacerdote del clero diocesano. Actualmente, el Seminario Mayor está ubicado en un edificio moderno, construido entre 1955 y 1960, en tiempos del obispo Emilio Botero González en el sector de Torobajo a las afueras de la ciudad de Pasto.

## Historia

### Antecedentes
Después del descubrimiento de América por los españoles, el territorio del actual departamento de Nariño, donde está ubicada la diócesis de Pasto, formó parte del Virreinato del Perú y de la arquidiócesis del Cuzco hasta 1572.
El primer misionero que llegó a esta tierra de Pasto fue el dominico Vicente Valverde, de origen español. Luego de pertenecer al Perú pasó a la Presidencia de Quito hasta 1717 y luego a la Nueva Granada en lo civil y siguió eclesiásticamente perteneciendo a Quito por voluntad del arzobispo de Popayán.
En 1824 pasó eclesiásticamente a Popayán; en 1836 se creó el obispado auxiliar de Popayán con residencia en Pasto.

### Diócesis
La diócesis fue erigida el 10 de abril de 1859 mediante la bula In excelsa del papa Pío IX, obteniendo el territorio de la diócesis de Popayán (hoy arquidiócesis). Inicialmente la diócesis de Pasto contaba con una extensión de 800 000 km², correspondiéndole toda la parte sur de Colombia. 
Originalmente sufragánea de la arquidiócesis de Santafé en Nueva Granada (hoy arquidiócesis de Bogotá), el 20 de junio de 1900 pasó a formar parte de la provincia eclesiástica de Popayán.
El 20 de noviembre de 1904 cedió gran parte de su territorio para la erección de la prefectura apostólica de Caquetá (luego vicariato apostólico de Sibundoy y hoy diócesis de Mocoa-Sibundoy) mediante el decreto Cum perplures de la Congregación de Propaganda Fide.
El 1 de mayo de 1927 cedió una porción de su territorio para la erección de la prefectura apostólica de Tumaco (hoy diócesis de Tumaco) mediante la bula Quae ad aeternam del papa Pío XI.
El 23 de septiembre de 1964 porción de su territorio para la erección de la diócesis de Ipiales mediante la bula Cunctis in orbe del papa Pablo VI. En esta ocasión se amplió simultáneamente con porciones de territorio pertenecientes a la arquidiócesis de Popayán y al vicariato apostólico de Sibundoy.
La diócesis de Pasto instauró en el año 1998 un Plan Global de Evangelización con una proyección de 30 años. Este plan está cimentado en la espiritualidad de comunión y su ideal es la conformación de comunidades de discípulos y misioneros al servicios del Reino de Dios. La diócesis en 2023 realizó su sínodo diocesano.

## Estadísticas
Según el Anuario Pontificio 2022 la diócesis tenía a fines de 2021 un total de 892 615 fieles bautizados.
| Año                                                                             | Población            | Población | Población      | Sacerdotes | Sacerdotes    | Sacerdotes    | Bautizados por sacerdote | Diáconos permanentes | Religiosos | Religiosos | Parroquias |
| Año                                                                             | Bautizados católicos | Total     | % de católicos | Total      | Clero secular | Clero regular | Bautizados por sacerdote | Diáconos permanentes | Varones    | Mujeres    | Parroquias |
| ------------------------------------------------------------------------------- | -------------------- | --------- | -------------- | ---------- | ------------- | ------------- | ------------------------ | -------------------- | ---------- | ---------- | ---------- |
| 1950                                                                            | 399 200              | 400 000   | 99.8           | 154        | 81            | 73            | 2592                     |                      | 115        | 287        | 55         |
| 1966                                                                            | 315 000              | 350 000   | 90.0           | 110        | 66            | 44            | 2863                     |                      | 91         | 513        | 43         |
| 1968                                                                            | 344 000              | 348 396   | 98.7           | 105        | 59            | 46            | 3276                     |                      | 84         | 438        | 40         |
| 1976                                                                            | 380 546              | 385 190   | 98.8           | 97         | 53            | 44            | 3923                     |                      | 72         | 284        | 49         |
| 1980                                                                            | 397 129              | 408 589   | 97.2           | 102        | 54            | 48            | 3893                     |                      | 73         | 250        | 49         |
| 1990                                                                            | 538 894              | 540 093   | 99.8           | 100        | 69            | 31            | 5388                     | 1                    | 62         | 398        | 50         |
| 1999                                                                            | 730 000              | 741 000   | 98.5           | 121        | 86            | 35            | 6033                     | 1                    | 51         | 284        | 57         |
| 2000                                                                            | 740 000              | 751 000   | 98.5           | 128        | 89            | 39            | 5781                     | 1                    | 60         | 215        | 57         |
| 2001                                                                            | 697 500              | 750 000   | 93.0           | 128        | 89            | 39            | 5449                     | 1                    | 59         | 215        | 61         |
| 2002                                                                            | 707 800              | 765 300   | 92.5           | 127        | 88            | 39            | 5573                     | 1                    | 59         | 317        | 61         |
| 2003                                                                            | 710 300              | 775 800   | 91.6           | 133        | 94            | 39            | 5340                     | 6                    | 59         | 320        | 61         |
| 2004                                                                            | 650 000              | 730 000   | 89.0           | 133        | 91            | 42            | 4887                     | 6                    | 107        | 257        | 62         |
| 2013                                                                            | 726 000              | 850 000   | 85.4           | 170        | 133           | 37            | 4270                     | 6                    | 75         | 192        | 72         |
| 2016                                                                            | 843 033              | 941 450   | 89.5           | 156        | 126           | 30            | 5404                     | 4                    | 50         | 227        | 72         |
| 2019                                                                            | 860 861              | 964 600   | 89.2           | 173        | 126           | 47            | 4976                     | 4                    | 61         | 230        | 77         |
| 2021                                                                            | 892 615              | 1 000 180 | 89.2           | 165        | 131           | 34            | 5409                     | 4                    | 48         | 231        | 78         |
| Fuente: Catholic-Hierarchy, que a su vez toma los datos del Anuario Pontificio. |                      |           |                |            |               |               |                          |                      |            |            |            |

## Episcopologio
Últimos 5 obispos:
- Emilio Botero González † (30 de agosto de 1947[nota 1]-21 de agosto de 1961 falleció)
- Jorge Alberto Giraldo Restrepo, C.I.M. † (21 de noviembre de 1961-1 de julio de 1976 falleció)
- Arturo Salazar Mejía, O.A.R. † (3 de enero de 1977-2 de febrero de 1995 retirado)[12]
- Julio Enrique Prado Bolaños (2 de febrero de 1995-1 de octubre de 2020 retirado)
- Juan Carlos Cárdenas Toro, desde el 1 de octubre de 2020